# Diocesi di Lebombo
La diocesi anglicana di Lemombo è una delle due diocesi anglicane del Mozambico. Delle due questa è la più meridionale e appartiene alla Chiesa anglicana dell'Africa meridionale.
Il seggio episcopale della diocesi è la cattedrale di Sant'Agostino a Maputo, in Mozambico.

## Vescovi
- William Edmund Smyth 1893-1912
- John Latimer Fuller 1913-1920
- Leonard Noel Fisher 1921-1928
- Basil William Peacey 1929-1936
- Dennis Victor 1936-1948
- John Boys 1948-1952
- Humphrey Beevor 1952-1958
- Stanley Chapman Pickard 1958-1969
- Daniel Pereira Dos Santos Cabral (proveniente dalla Chiesa lusitana cattolica apostolica evangelica) 1969-1976
- Dinis Salomao Sengulane 1976-